# Festival international du film de Karlovy Vary 2015
Le Festival international du film de Karlovy Vary 2015, 50e édition du festival, s'est déroulé du 3 juillet 2015 au 11 juillet 2015.

## Sélection

### Sélection officielle - en compétition
- Antonia de Ferdinando Cito Filomarino  Italie
- Babai de Visar Morina  Kosovo  Allemagne
- Bob and the Trees de Diego Ongaro  États-Unis
- Box de Florin Şerban  Roumanie
- Gold Coast (Guldkysten) de Daniel Dencik  Danemark
- Heil de Dietrich Brüggemann  Allemagne
- Home Care (Domácí péče) de Slávek Horák  Slovaquie  République tchèque
- La montagne magique de Anca Damian  Roumanie  France  Pologne
- The Red Spider (Czerwony pająk) de Marcin Koszałka  Pologne
- The Snake Brothers (Kobry a užovky) de Jan Prušinovský  République tchèque
- Song of Songs (Pesn pesney) de Eva Neïman  Ukraine
- Le bruit des arbres de François Péloquin  Canada
- Those Who Fall Have Wings (Jeder der fällt hat Flügel) de Peter Brunner  Autriche

## Palmarès

### Sélection officielle
- Globe de cristal du Festival de Karlovy Vary : Bob and the Trees de Diego Ongaro
- Prix spécial du jury :
- Prix du meilleur réalisateur :
- Prix de la meilleure actrice :
- Prix du meilleur acteur :
- Mention spéciale du jury :

### East of West
- Meilleur film :
- Prix spécial du jury :